# Bradley Saunders
Bradley Saunders (* 4. Februar 1986 in Stockton-on-Tees) ist ein englischer Profiboxer.
Bei den Amateuren gewann er eine Bronzemedaille bei den Weltmeisterschaften 2007 im Halbweltergewicht.

## Amateurkarriere
Bradley Saunders ist der Bruder des Boxers Jeff Saunders, trägt den Spitznamen „Buzzing“, wohnt in South Durham und war Mitglied von ABC (Amateur Box Club) Durham, wo er schon als Zehnjähriger mit dem Boxen begann. In seiner Jugend gewann er vier englische Schülermeisterschaften und zwei englische Juniorenmeisterschaften, war Gewinner der Commonwealth-Jugendspiele 2004 in Australien und Viertelfinalist der Junioren-Weltmeisterschaften 2004 in Südkorea.
Bei den Erwachsenen nahm er 2006 an den EU-Meisterschaften in Ungarn teil, wo er im Viertelfinale gegen Boris Georgiew ausschied. 2007 wurde er Englischer Meister im Halbweltergewicht und gewann darüber hinaus die Silbermedaille bei den EU-Meisterschaften in Irland, nachdem er erst im Finale gegen Marcin Łęgowski unterlegen war.
Bei den Weltmeisterschaften 2007 in Chicago gewann er eine Bronzemedaille im Halbweltergewicht. Durch Siege gegen Boris Katalinić, Gumersindo Carrasco, Javier Molina und Alexis Vastine war er ins Halbfinale eingezogen, wo er gegen Gennadi Kowaljow verlor.
Er war daraufhin für die Olympischen Spiele 2008 in Peking qualifiziert und schlug in der Vorrunde Samuel Neequaye, unterlag jedoch diesmal im zweiten Kampf gegen Alexis Vastine. 2009 gewann er noch die EU-Meisterschaften in Dänemark mit einem Finalsieg gegen Gyula Káté.
2010 startete er bei den Commonwealth Games in Indien und gewann die Silbermedaille im Halbweltergewicht. Im Halbfinale hatte er Richarno Colin bezwungen, war aber im Finale gegen Manoj Kumar unterlegen. Bei der Europameisterschaft 2010 in Russland verlor er den ersten Kampf gegen Samir Machrouh.
Darüber hinaus war Saunders unter anderem Gewinner der Turniere Presidents Cup 2008 in Taiwan und Gee-Bee Tournament 2009 in Finnland, wobei er unter anderem Samir Machrouh, Babou Smaila, Masatsugu Kawachi, Manus Boonjumnong, Hastings Bwalya und Egidijus Kavaliauskas besiegte.
Insgesamt gewann er 164 von 183 Amateurkämpfen.

## Profikarriere
Unter dem Promoter Frank Warren und dem Trainer Danny Vaughan wechselte Saunders ins Profilager und gewann sein Debüt am 10. Februar 2012 in London. Im Juni 2014 besiegte er den Finnen Ville Piispanen durch K. o. in der ersten Runde und wurde dadurch WBO Intercontinental Champion im Halbweltergewicht. Zudem wird er seit 2014 von Eddie Hearn promotet.
Am 19. September 2015 boxte er in Liverpool gegen den als Aufbaugegner gedachten Franzosen Renald Garrido, war dabei jedoch in Schwierigkeiten und am Rande einer K.-o.-Niederlage, ehe er in der sechsten Runde für einen Kopfstoß disqualifiziert wurde und damit seine erste Profiniederlage erlitt. Anschließend bestritt er für mehr als 21 Monate keinen Kampf mehr. Seit 2016 wird er von Peter Sims trainiert.